# Geschwindigkeitsanzeiger
Ein Geschwindigkeitsanzeiger gibt im Eisenbahnbetrieb die zulässige Höchstgeschwindigkeit als Kennziffer für den nächsten Streckenabschnitt an. Dabei wird häufig die Geschwindigkeit durch ein Zehntel ihres Wertes in km/h dargestellt, also z. B. 8 für 80 km/h oder 3,5 für 35 km/h (der Begriff „Kennziffer“ ist sowohl in Österreich wie auch in Deutschland Bestandteil der jeweiligen Eisenbahn-Signalordnung und somit korrekt, inhaltlich richtig wäre hier statt „Kennziffer“ der Begriff „Kennzahl“).

## Deutschland
In Deutschland ist der Geschwindigkeitsanzeiger ein Zusatzsignal. Er hat nach Eisenbahn-Signalordnung (ESO) folgende Bedeutung: „Die durch die Kennziffer angezeigte Geschwindigkeit darf vom Signal ab im anschließenden Weichenbereich nicht überschritten werden.“

### Verwendung
Geschwindigkeitsanzeiger (Zs 3) werden verwendet, um Geschwindigkeiten, die z. B. nur im anschließenden Weichenbereich gelten, zu signalisieren, wobei diese Geschwindigkeitsbegrenzungen als unabhängig zur Streckengeschwindigkeit zu sehen sind. Das heißt, ein Signal Geschwindigkeitssignal (Lf 7) für Langsamfahrstellen kann nicht die durch ein Signal Zs 3 vorgegebene Geschwindigkeit aufheben (es sei denn, es verringert diese) und umgekehrt. Die Geschwindigkeit eines Zs 3 wird durch ein Zs 3v als Geschwindigkeitsvoranzeiger vorangekündigt. Grundsätzlich ist aber auch ein alleinstehendes Zs 3 möglich, welches nicht an einem Hauptsignal angebracht ist.
Existieren hinter einem Geschwindigkeitsanzeiger mehrere mögliche Fahrstraßen, die mit unterschiedlichen Geschwindigkeiten befahren werden können, so wird dieser als Lichtsignal ausgeführt. Anderenfalls kommt er als wesentlich günstigeres und wartungsärmeres Formsignal zum Einsatz.
Ihr Einsatzzweck für einen Geschwindigkeitsanzeiger Zs 3 umfasst insbesondere folgende Fälle:
- Zweiggleise in Weichen, die mit geringerer Geschwindigkeit als im Stammgleis befahren werden dürfen (häufigster Anwendungsfall)
- verkürzte Bremswegabstände (Heruntersignalisierung über mehrere Abschnitte) – Möglichkeit der Aufwertung
- verkürzter Durchrutschweg – Möglichkeit der Aufwertung:
  - Zug fährt mit Fahrtstellung des Einfahrsignals ein, das Signal Zs 3v und Zs 3 zeigen die zulässige Geschwindigkeit von 30 km/h (DS 301), wobei der Fahrdienstleiter vor der Einfahrt mit besonderen Auftrag dem Triebfahrzeugführer einen Befehl 5 mit Grund Nr. 16 nach Ril 408.0451 Abschnitt 1 Absatz (3) erteilt.
  - Zug fährt mit Fahrtstellung des Einfahrsignals ein, das Signal Zs 3 zeigen 30 km/h (DS 301). Hierfür hat der Fahrdienstleiter verschiedene Bedingungen als erfüllt zu prüfen, bevor er die Einfahrt zulässt. Sind die Bedingungen für eine Einfahrt erfüllt, erteilt der Fahrdienstleiter vor der Einfahrt mit besonderen Auftrag dem Triebfahrzeugführer einen Befehl 5 mit Grund Nr. 16 nach Ril 408.0451 Abschnitt 1 Absatz (3).
- ausnahmsweise: infrastrukturbedingte Einschränkungen (Mängel an Unter- oder Oberbau, Gleisbögen), wobei grundsätzlich die Signalisierung mit Langsamfahrsignal Lf 7 vorgezogen werden soll
- Einfahrten in teilweise besetzte Gleise (Halt-zeigendes Zugdeckungssignal erwarten):
  - Zug fährt mit Fahrtstellung des Einfahrsignals ein, das Signal Zs 3v und Zs 3 zeigen 20 km/h (DS 301), wobei der Fahrdienstleiter vor der Einfahrt mit besonderen Auftrag dem Triebfahrzeugführer einen Befehl 5 mit Grund Nr. 15 nach Ril 408.0451 Abschnitt 1 Absatz (3) erteilt.
  - Zug fährt mit Fahrtstellung des Einfahrsignals ein, das Signal Zs 3 zeigen 20 km/h (DS 301). Hierfür hat der Fahrdienstleiter verschiedene Bedingungen als erfüllt zu prüfen, bevor er die Einfahrt zulässt. Sind die Bedingungen für eine Einfahrt erfüllt, erteilt der Fahrdienstleiter vor der Einfahrt mit besonderen Auftrag dem Triebfahrzeugführer einen Befehl 5 mit Grund Nr. 15 nach Ril 408.0451 Abschnitt 1 Absatz (3).
  - Der Fahrdienstleiter lässt bei einer Einfahrt mit besonderem Auftrag die Vorbeifahrt am Hauptsignal mit Signal Zs 7 zu und ein alleinstehendes Signal Zs 3 im Fahrweg hinter dem Hauptsignal zeigt die zulässige Geschwindigkeit von 20 km/h an.
- Einfahrten in Stumpfgleise werden im Bereich der DS 301 auf 30 km/h begrenzt, im Bereich der DV 301 auf maximal 40 km/h – möglicherweise sind nach fahrdynamischen Berechnungen Abweichungen nach unten erforderlich. Als Alternative für ein Zs 3 kann für die Absicherung eines Stumpfgleises auch das Signal Zs 13 Anwendung finden.
- Heraufsignalisierung bestehender Geschwindigkeitsbeschränkungen im nachfolgenden Weichenbereich nach Wegfall des Hindernisses (durch allein stehenden Geschwindigkeitsanzeiger) – äquivalenter Ersatz des Endesignals Zs 10, wobei die geltende Höchstgeschwindigkeit angegeben sein muss

In einigen frühen Projektierungen zeigen Geschwindigkeitsanzeiger dabei stets eine Geschwindigkeit, auch die Höchstgeschwindigkeit. So wird im Bereich des ESTW Dresden-Klotzsche ein Geschwindigkeitsanzeiger „12“ gezeigt, obwohl die Geschwindigkeitsbeschränkung der Strecke bereits 120 km/h beträgt. Grund hierfür war, dass diese Signale auch niedrigere Geschwindigkeiten anzeigen können und der Geschwindigkeitsanzeiger nicht dunkel geschaltet sein sollte. Dieses Prinzip hat sich jedoch nicht durchgesetzt. Stattdessen wurde die parallele Signalisierung der Streckenhöchstgeschwindigkeit, also der maximal möglichen Geschwindigkeit in einem Streckenabschnitt, mit Langsamfahrsignalen Lf 6 und Lf 7 beibehalten und weiter ausgebaut. Das bedeutet, dass Strecken heutzutage auch den Beginn höherer Geschwindigkeitsstufen signalisieren.
In Bereichen, die mit ETCS „ohne Signale“ ausgerüstet werden, werden Geschwindigkeitsanzeiger durch die Führerstandssignalisierung ersetzt werden.

### Standorte

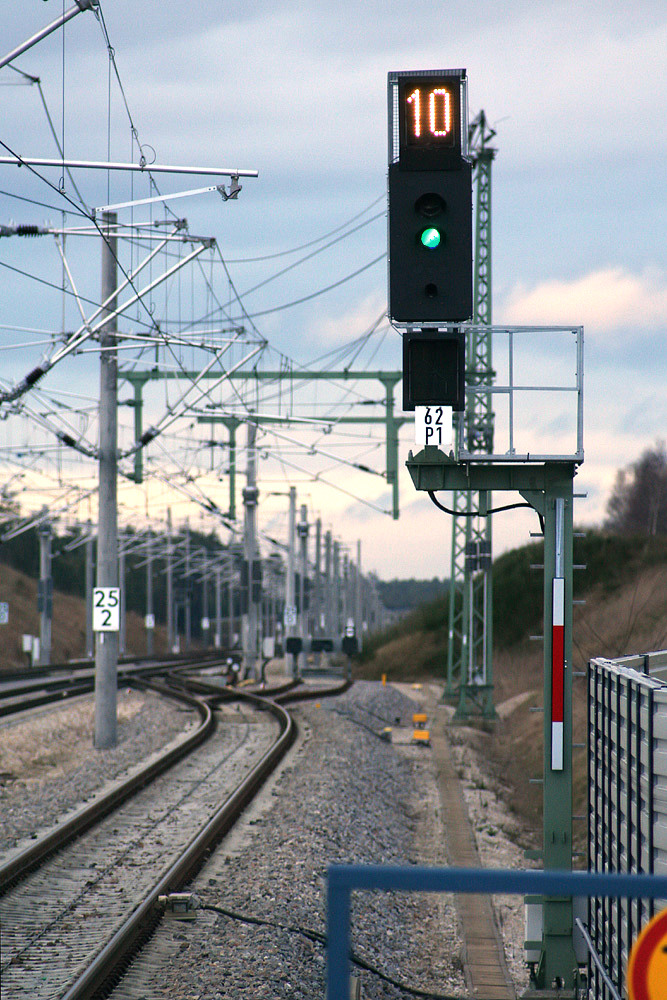
Ks-Signal als Hauptsignal mit Geschwindigkeitsanzeiger (Signal Zs 3). Signalbegriff: Fahrt (Ks 1), 100 km/h

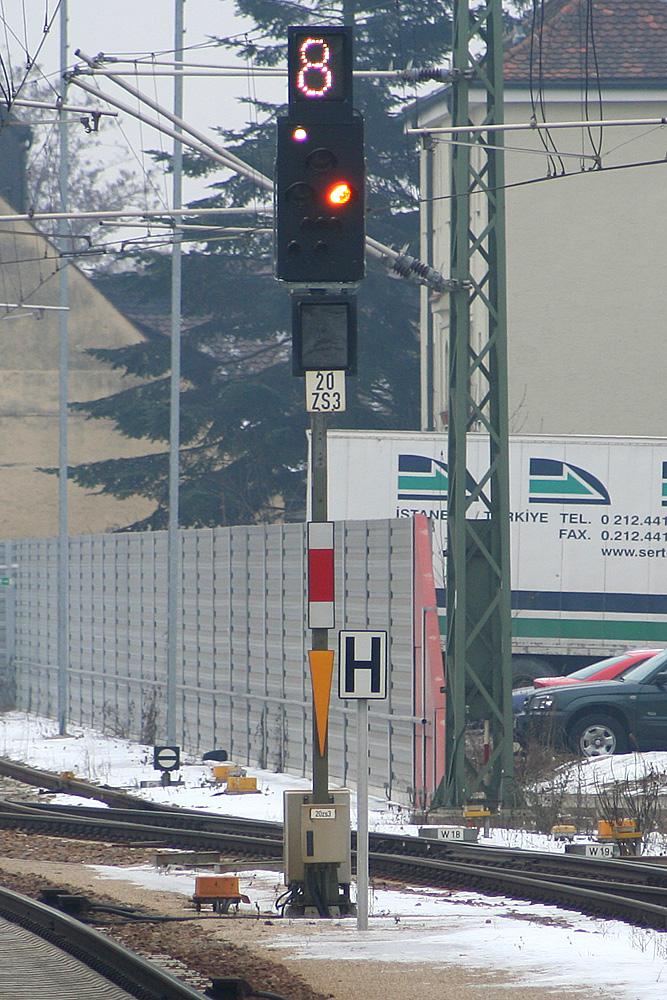
Ks-Signal als Hauptsignal (weiß-rot-weißes Mastschild) mit Vorsignalfunktion (gelbes Dreieck) mit Geschwindigkeitsanzeiger (Signal Zs 3). Signalbegriff: Fahrt mit 80 km/h, Halt (Ks 2) in verkürztem Bremsweg (weißes Zusatzlicht oben links) erwarten. Der Geschwindigkeitsvoranzeiger (Signal Zs 3v) unter dem Signal ist dunkel geschaltet.

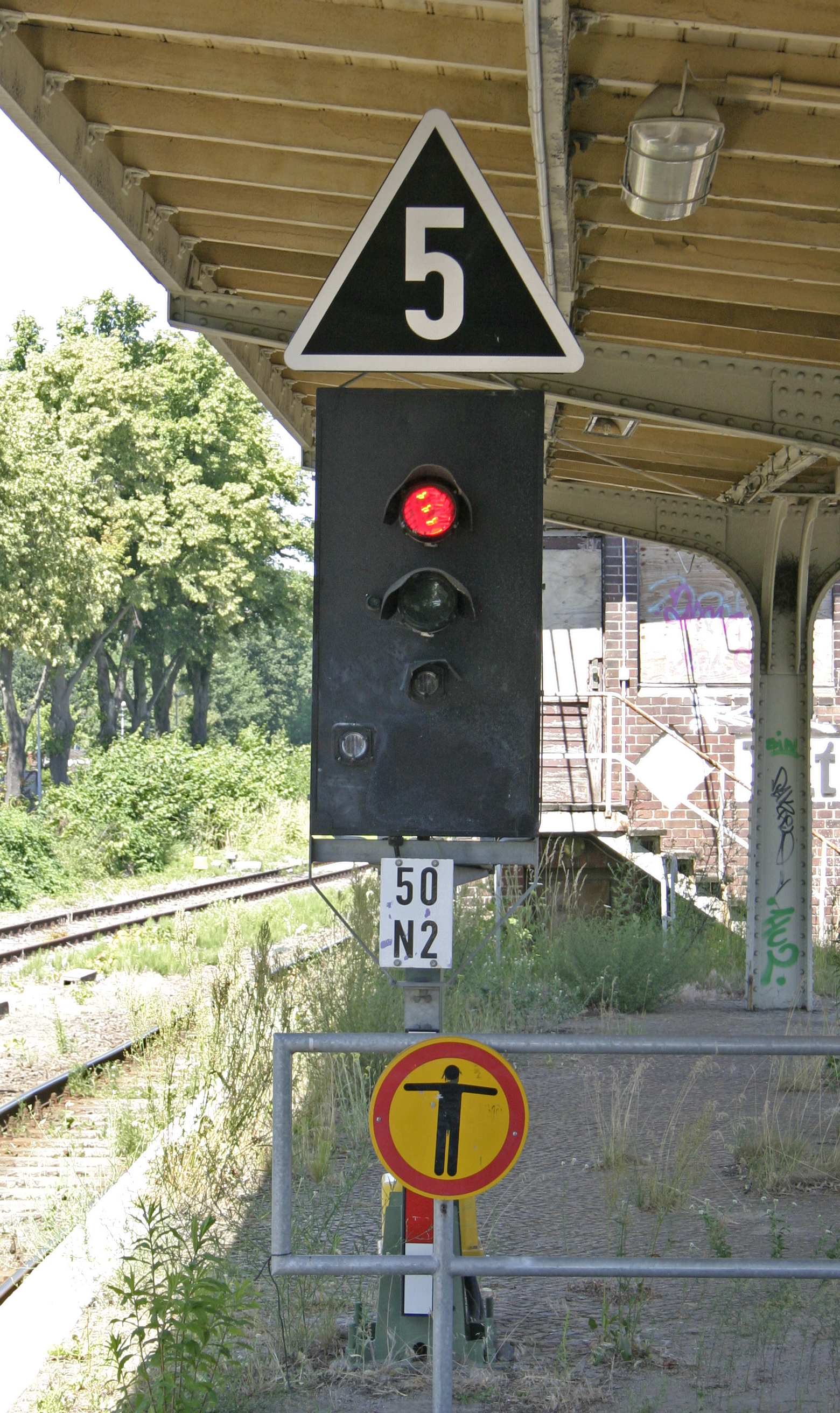
Ks-Signal als Hauptsignal mit Geschwindigkeitsanzeiger (Signal Zs 3 mit Kennziffer 5) als Formsignal. Signalbegriff: Halt (Hp 0)

Ein Geschwindigkeitsanzeiger Zs 3 kann auftreten
in Verbindung mit einem Hauptsignal
Da ein Hauptsignal je nach Signalsystem nicht alle Geschwindigkeitsstufen anzeigen kann, und die zugelassene Geschwindigkeit nicht immer im Buchfahrplan vermerkt sein kann (beispielsweise bei außerplanmäßigen Fahrwegen), werden Hauptsignale durch Geschwindigkeitsanzeiger ergänzt. Dabei ist der Geschwindigkeitsanzeiger meist oberhalb des Hauptsignals angebracht. Die Geschwindigkeit gilt dann im anschließenden Weichenbereich des jeweiligen Signals. Geschwindigkeitsanzeiger können auch bei Blocksignalen der freien Strecke zum Einsatz kommen, wenn ein folgendes Signal im verkürzten Abstand steht. Sie stimmt dann häufig auch mit der Fahrplangeschwindigkeit überein. Anders als bei einer Zugfahrt mit besonderem Auftrag gilt eine durch Zs 3 vorgegebene Geschwindigkeit an einem Blocksignal der freien Strecke nicht nur bis zur Vorbeifahrt der Spitze des Zuges, sondern auch darüber hinaus.
als Einzelsignal (alleinstehendes Zs 3)
Der Geschwindigkeitsanzeiger steht alleine am Gleis und gibt die zulässige Höchstgeschwindigkeit für den eingestellten Fahrweg an.
Der Geschwindigkeitsvoranzeiger Zs 3v ist immer am Vorsignal angebracht.
Während das H/V-Signalsystem der Deutschen Bundesbahn die Geschwindigkeitssignalisierung über Geschwindigkeitsanzeiger nur in bestimmten Fällen vorsah (statt 20 km/h abweichende Geschwindigkeit von 40 km/h), war es beim Hl-Signalsystem der Deutschen Reichsbahn überhaupt nicht im Einsatz, da es dort bereits mehrere Geschwindigkeitsstufen (40 km/h, 60 km/h, 100 km/h) gab. Für die Signalisierung abweichender Geschwindigkeiten mit Geschwindigkeitsanzeiger wurde keine Notwendigkeit gesehen und es gab auch keine dafür vorgesehenen Schaltungen. Auch Formsignale dürfen an Hl-Signalen nicht aufgestellt werden, wohl aber einzeln stehend zwischen zwei Hl-Signalen. Beim Ks-Signalsystem stellen die Geschwindigkeitsanzeiger das zentrale Element der Geschwindigkeitssignalisierung dar. Jegliche variable Geschwindigkeit und feste Geschwindigkeiten abseits der durchgehenden Hauptgleise, die nicht mit Lf 7 für Langsamfahrstellen signalisiert werden dürfen, werden über Geschwindigkeitsanzeiger realisiert. Diese sind so mit den Ks-Signalen verschaltet, dass die grüne Signallaterne im Falle des Aufleuchtens eines Geschwindigkeitsvoranzeigers zur Warnung blinkt. Am Standort des Geschwindigkeitsanzeigers hat das grüne Licht jedoch Ruhelicht (sofern dort nicht ebenfalls ein Geschwindigkeitsvoranzeiger leuchtet). Der Geschwindigkeitsvoranzeiger leuchtet nicht, wenn die folgende Geschwindigkeit gleich oder höher ist und sich dazwischen keine freie Strecke befindet. Grund hierfür ist, dass die Geschwindigkeitsbeschränkung im anschließenden Weichenbereich und damit bis zum nächsten Hauptsignal gilt und die Ankündigung einer gleichen oder höheren Geschwindigkeit damit eine unnötige Information darstellt, die aus Gründen der Lichtpunktreduzierung des Ks-Signalsystems nicht mehr dargestellt wird. Ist jedoch freie Strecke dazwischen vorhanden, darf die Geschwindigkeit zwischendurch erhöht werden, wodurch die Warnung wiederum erforderlich ist.
Gezielt aufgestellte feste Zs 3 können mancherorts ein früheres Beschleunigen erlauben und damit Fahrzeit sparen. Eine gestufte Geschwindigkeitssignalisierung nach unten ist dabei zumeist nur an Hauptsignalen möglich. Allein stehende Geschwindigkeitsanzeiger; also ein Signal vor dem folgenden Hauptsignal; dürfen nur dann nach unten signalisieren, wenn der zugehörige Geschwindigkeitsvoranzeiger Zs 3v sich für den Triebfahrzeugführer eindeutig auf dieses Signal (und nicht etwa auf einen Geschwindigkeitsanzeiger am folgenden Hauptsignal) bezieht.
Wo innerhalb des anschließenden Weichenbereichs die Streckengeschwindigkeit erhöht wird, können in Einzelfällen Geschwindigkeitsanzeiger (Zs 3) und Geschwindigkeitssignal (Lf 7) auch gemeinsam am gleichen Mast aufgestellt werden. Dabei dient der Geschwindigkeitsanzeiger zur Aufhebung einer Geschwindigkeitsbegrenzung für den Weichenbereich und das Geschwindigkeitssignal zur Erhöhung der Streckengeschwindigkeit.
Alleinstehende Geschwindigkeitsanzeiger dürfen nicht in Zugstraßen mit Teilung durch Hochleistungsblock angeordnet werden. Ferner können sie nicht dunkelgeschaltet werden. Dies kann kapazitätsmindernd wirken.

### Signalbild
Der Geschwindigkeitsanzeiger besteht aus einer schwarzen Scheibe mit weißem Rand und einer weißen Zahl. Beim Geschwindigkeitsvoranzeiger Zs 3v hat die Scheibe gelbe Aufdrucke. Die Lichtsignale zeigen nur eine weiß oder gelb (Voranzeiger) leuchtende Zahl auf einer schwarzen Scheibe an. Die zulässige Geschwindigkeit ergibt sich aus der angezeigten Zahl multipliziert mit 10 km/h. Wenn für alle vom Signal ausgehenden Fahrstraßen dieselbe Geschwindigkeit gilt, dann ist der Geschwindigkeitsanzeiger als Formsignal ausgeführt, sonst als Lichtsignal. Er ist abweichend auch bei nur einer anzuzeigenden Geschwindigkeit als Lichtsignal in Tunnelbereichen, in der Nähe von Tunneln oder sonst bei schlechten Sichtverhältnissen ausgeführt, um die Sichtbarkeit zu erhöhen. Aus der Ausführung als Lichtsignal folgt also nicht automatisch die Möglichkeit mehrerer verschiedener anzuzeigender Kennziffern.
| Bild | Beschreibung | Beispiel         |
| ---- | --- | ---------------- |
|      | Formsignal Zs 3v: Eine gelbe Kennziffer auf dreiecker schwarzer Tafel mit gelbem Rand. Die Tafel steht meist auf der Spitze. | 60 km/h erwarten |
|      | Lichtsignal Zs 3v: Eine gelb leuchtende Kennziffer. | 30 km/h erwarten |
|      | Formsignal Zs 3: Eine weiße Kennziffer auf dreieckiger schwarzer Tafel mit weißem Rand. Die Tafel steht in der Regel auf der Spitze, bei beschränktem Raum kann die Spitze nach oben zeigen. Das Formsignal an Lichthauptsignalen zeigt in der Regel mit der Spitze nach oben. | 60 km/h          |
|      | Lichtsignal Zs 3: Eine weiß leuchtende Kennziffer. | 90 km/h          |

### Geschichte
Bei der Deutschen Reichsbahn hieß der Geschwindigkeitsanzeiger Zs 5 und war fest für die Geschwindigkeit 60 km/h als Formsignal vorgesehen. Er hatte anfangs eine gelbe Kennziffer, seit 1993 ist sie laut DV 301 weiß, wobei alte Geschwindigkeitsanzeiger nur nach und nach umgerüstet wurden. An Einfahrsignalen als Formhauptsignal mussten sie oft abgebaut werden, weil die ursprüngliche Bedeutung nur für den Langsamfahrtbegriff galt und nach der Harmonisierung des Signalbuches für alle Fahrtbegriffe, danach wäre die Höchstgeschwindigkeit nicht mehr signalisierbar. Er war zunächst nur zur Anwendung am Formhauptsignal oder Sv-Signal vorgesehen, da die Hl-Signale aufgrund der integrierten Geschwindigkeitssignalisierung nicht mit Geschwindigkeitsanzeigern ausgerüstet werden durften.
Im Juli 2024 ging der letzte klappbare Geschwindigkeitsanzeiger im Netz der Deutschen Bahn (im Bahnhof Löhnberg auf der Lahntalbahn) außer Betrieb.

## Österreich
Bei den Eisenbahnen in Österreich zeigt ein Geschwindigkeitsanzeiger die im Weichenbereich einzuhaltende Geschwindigkeit an. Der Geschwindigkeitsanzeiger kann am Standort eines Haupt- oder Schutzsignals oder alleinstehend im Weichenbereich aufgestellt sein und kann als Form- oder Lichtsignal ausgestaltet sein. Er wird durch einen Geschwindigkeitsvoranzeiger angekündigt, wenn die Geschwindigkeit um mehr als 10 km/h verringert werden soll.
Das Signal gibt die zulässige Geschwindigkeit mit einem Zehntel ihres Werts in km/h an.
Die Kennziffern „3“ und „2“ können an einem Geschwindigkeitsanzeiger auch verwendet werden, um den Zug von einer Einfahrt auf ein kurzes Gleis zu verständigen.
Das Signalbild des Geschwindigkeitsanzeigers ist eine weiße Zahl auf einem schwarzen Quadrat, dabei kann die Zahl weiß leuchtend oder weiß rückstrahlend ausgeführt sein. Beim Geschwindigkeitsvoranzeiger ist die Zahl gelb, das Formsignal wird als auf der Spitze stehendes schwarzes Dreieck mit gelbem Rand ausgeführt.
| Bezeichnung                   | Signalbild | Lichtsignal | Formsignal |
| ----------------------------- | --- | ----------- | ---------- |
| „Geschwindigkeitsanzeiger“    | Eine weiß leuchtende Kennziffer auf schwarzem Grund. Formsignal: Eine rückstrahlende weiße Kennziffer auf einer rechteckigen schwarzen Tafel mit weißem Rand. |             | 8          |
| „Geschwindigkeitsvoranzeiger“ | Eine gelb leuchtende Kennziffer auf schwarzem Grund. Formsignal: Eine rückstrahlende gelbe Kennziffer auf einer dreieckigen schwarzen Tafel mit gelbem Rand.  |             | true       |

Vom Geschwindigkeitsanzeiger sind die Geschwindigkeitstafel, die die örtlich zulässigen Geschwindigkeit angeben, sowie die Langsamfahrsignale zu unterscheiden. Bei der Geschwindigkeitstafel ist eine Ankündigungstafel nötig, wenn die Geschwindigkeit um mehr als 20 % verringert werden soll (es sei denn, die Verringerung ist weniger als 20 km/h).